# Montfort-en-Chalosse

Montfort-en-Chalosse este o comună în departamentul Landes din sud-vestul Franței. În 2009 avea o populație de 1.159 de locuitori.

## Evoluția populației
| An        | 1975  | 1982  | 1990  | 1999  | 2006  | 2009  |
| --------- | ----- | ----- | ----- | ----- | ----- | ----- |
| Populație | 1.017 | 1.031 | 1.116 | 1.210 | 1.159 | 1.159 |